# Bisbat de Würzburg

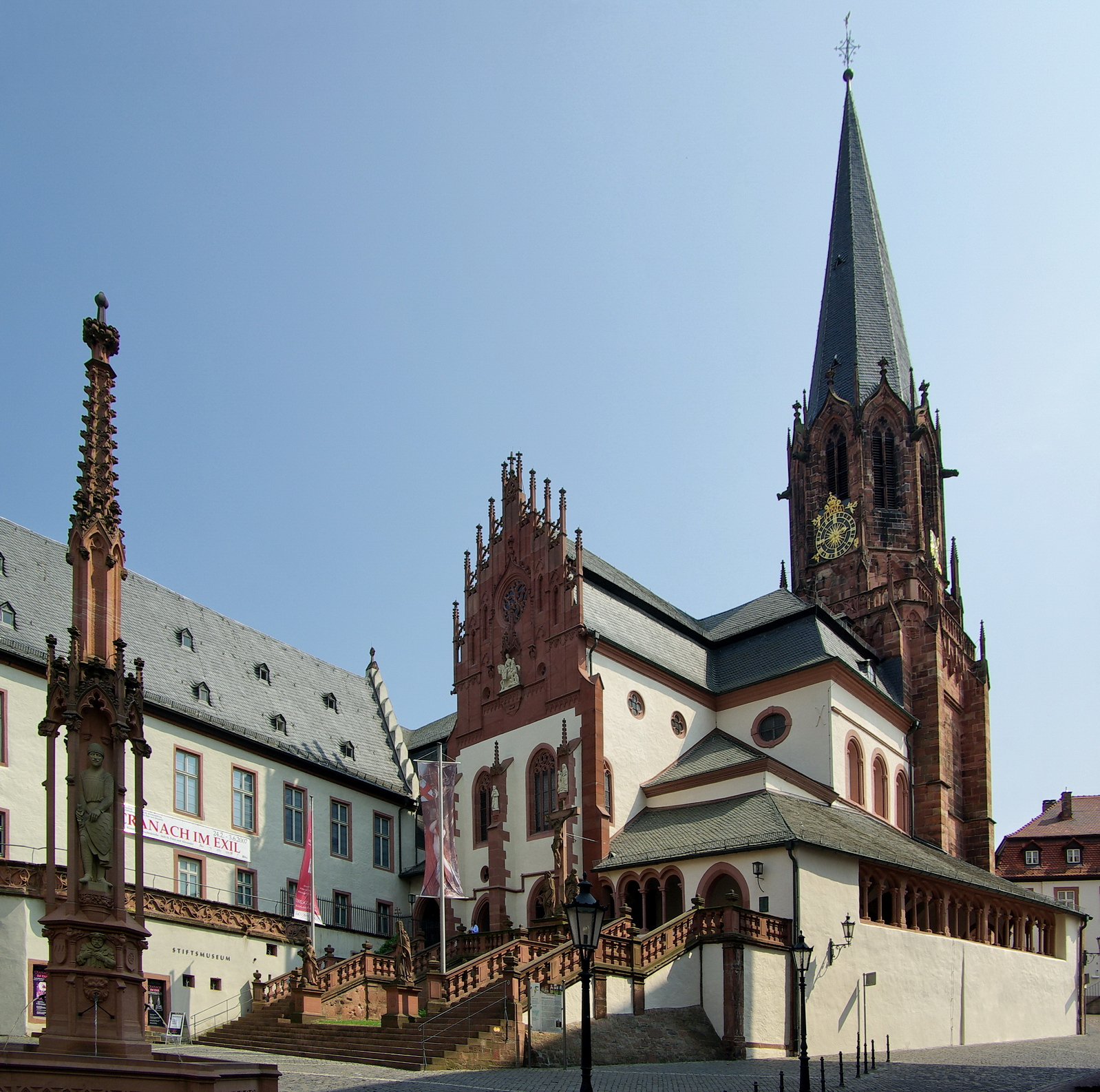
La basílica menor de Sant Pere i Alexandre a Aschaffenburg.

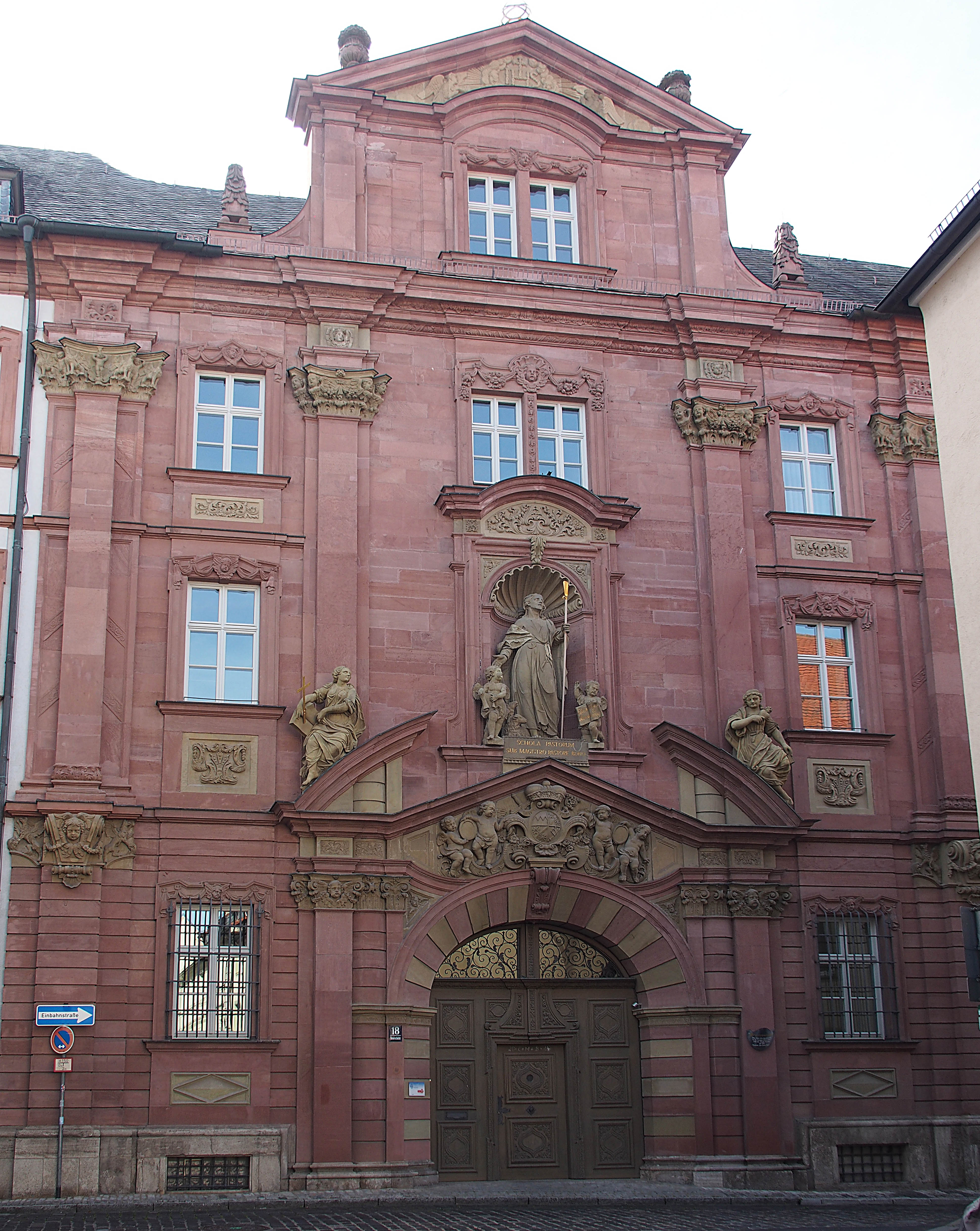
Entrada del seminari episcopal.

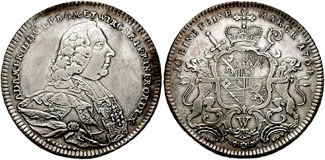
Adam Friedrich, (1755-1779): Konventionstaler (1764).

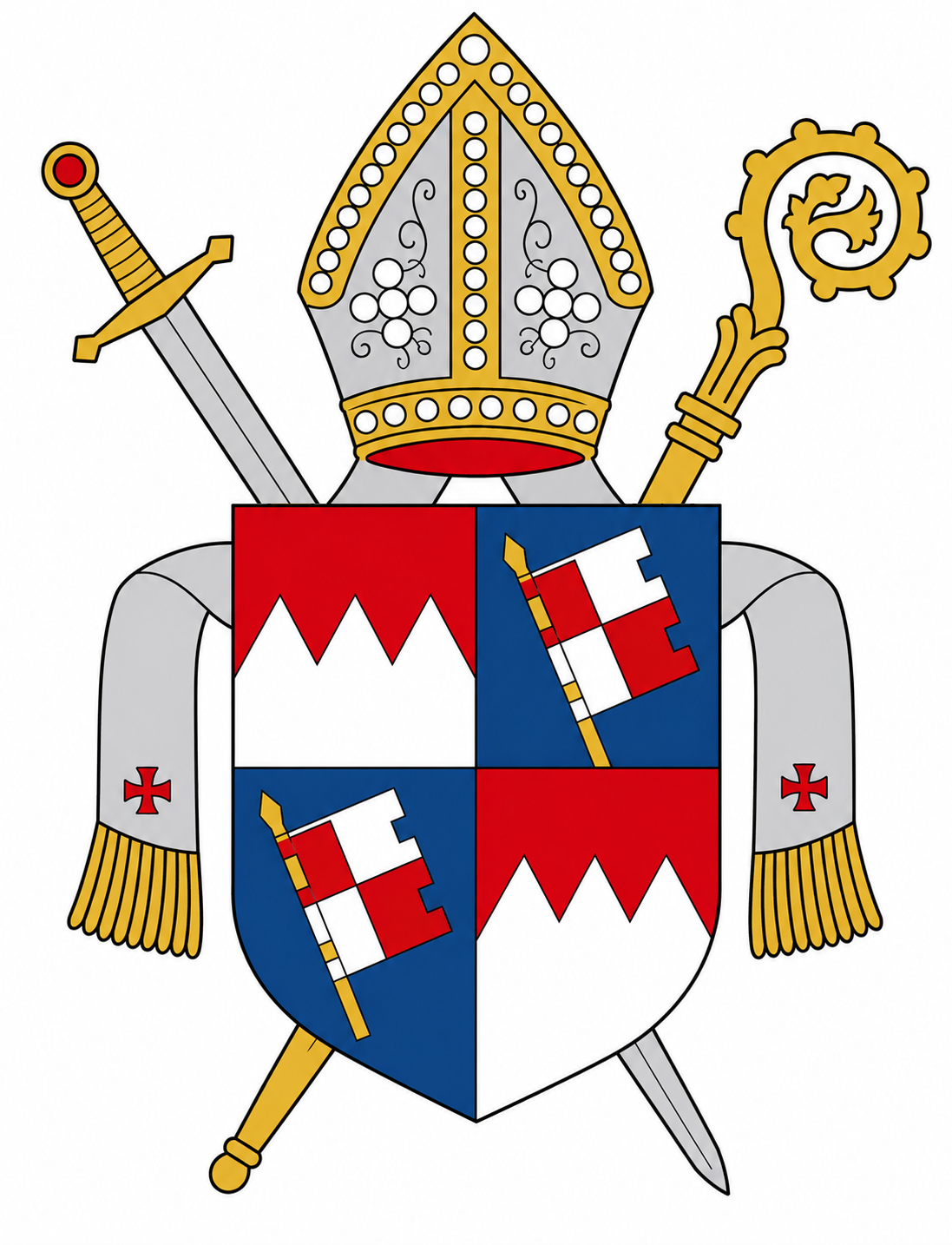
Escut de la diòcesi

El bisbat de Würzburg (alemany: Bistum Würzburg, llatí: Dioecesis Herbipolensis) és una seu de l'Església Catòlica a Alemanya, sufragània de l'arquebisbat de Bamberg. Al 2014 tenia 784.605 batejats sobre una població de 1.297.727 habitants. Actualment està regida pel bisbe Franz Jung.

## Territori
La diòcesi comprèn pràcticament tota la Baixa Francònia, a la part nord-occidental de Baviera.
La seu episcopal és la ciutat de Würzburg, on es troba la catedral de Sant Kilian. A Aschaffenburg es troba la basílica menor de Sant Pere i Sant Alexandre.
El territori s'estén sobre 8.531 km², i està dividit en 618 parròquies, agrupades en 22 vicariats.

## Història
La diòcesi de Würzburg va ser erigida el 741, en el moment de l'evangelització d'Alemanya per sant Bonifaci. Originalment va ser sufragània de l'arxidiòcesi de Magúncia (avui diòcesi).
L'1 de novembre de 1007 va cedir una part del seu territori per a l'erecció de la diòcesi de Bamberg (avui arxidiòcesi).
El 5 d'octubre de 1752, els bisbes de Würzburg van rebre el privilegi de portar el pal·li, a la semblança d'un arquebisbe.
El bisbat de Würzburg va ser un principat eclesiàstic del Sacre Imperi Romanogermànic, situat a la Baixa Francònia. Al segle xviii, el bisbe també li va ser atorgat el títol de bisbe de Bamberg. El 1803, el principat eclesiàstic va ser secularitzat i annexat a Baviera. Com a resultat de la derrota d'Àustria el 1805, però, en un intercanvi de terres complicat, Baviera va concedir el bisbat a l'ex Gran Duc de Toscana, Ferran III, que es va convertir en regent del nou Gran Ducat de Würzburg. Això va romandre viu fins a 1814. Després de les guerres napoleòniques, va tornar a ser annexat a Baviera.
L'1 de novembre de 1818 la diòcesi va passar a formar part de la província eclesiàstica de l'arxidiòcesi de Bamberg.
El 23 de juliol de 1973 va cedir una part del seu territori a la República Democràtica Alemanya per a l'erecció de l'administració apostòlica d'Erfurt-Meiningen, erigida com a diòcesi amb el nom de diòcesi d'Erfurt el 1994.

## Cronologia episcopal
- San Burcardo † (1 d'abril de 742 - 753 renuncià)
- San Megingaudo † (753 - 785 renuncià)
- Bernolfo † (785 - 26 de setembre de 800 mort)
- Luderico † (27 de febrer de 801 - 27 de febrer de 804 mort)
- Egilwardo † (6 de juny de 804 - 24 d'abril de 810 mort)
- Wolfgardo † (12 de maig de 810 - de novembre de 832 mort)
- Hunberto † (31 de desembre de 832 - 9 de març de 842 mort)
- Godwaldo de Henneberg † (1 d'abril de 842 - 20 de setembre de 855 mort)
- Sant'Arno de Endsee † (29 de novembre de 855 - 13 de juliol de 892 mort)
- Rodolfo de Rothenburg † (1 d'agost de 892 - 3 d'agost de 908 mort)
- Teodoro de Rothenburg † (1 de setembre de 908 - 15 de novembre de 931 mort)
- Burcardo † (2 de desembre de 931 - 25 de març de 941 mort)
- Poppo I † (3 d'abril de 941 - 16 de febrer de 961 mort)
- Poppo II † (2 de març de 961 - 23 de juliol de 984 mort)
- Ugo de Rothenburg † (22 d'agost de 984 - 29 d'agost de 990 mort)
- Bernvardo de Rothenburg † (2 de setembre de 990 - 20 de setembre de 995 mort)
- Enric de Rothenburg † (24 de novembre de 995 - 14 de novembre de 1018 mort)
- Mainardo de Rothenburg † (2 de desembre de 1018 - 22 de març de 1034 mort)
- San Bru de Carinzia † (14 d'abril de 1034 - 27 de maig de 1045 mort)
- Sant'Adalberone † (30 de juny de 1045 - 1088 renuncià)
- Einardo (Eginardo) de Rothenburg † (25 de juliol de 1088 - 28 de febrer de 1104 mort)[1]
- Roberto von Tundorf † (26 de març de 1104 - 11 d'octubre de 1106 mort)
- Erlung von Calw † (1106 - 28 de desembre de 1121 mort)
- Rudiger von Vaihingen † (de gener de 1122 - 1125 mort)
- Embrico von Leiningen † (1125 - 10 de novembre de 1146 mort)
- Sigfrido von Truhendingen † (de març de 1147 - després del 20 d'agost de 1150 mort)
- Gebeardo von Henneberg † (1151 - 17 de març de 1159 mort)
- Enrico von Stuhlingen † (14 de juliol de 1159 - 14 d'abril de 1165 mort)
- Aroldo von Hochheim † (14 de juny de 1165 - 3 d'agost de 1171 mort)
- Reginardo von Abenberg † (1 de setembre de 1171 - 15 de juny de 1184 mort)
- Goffredo von Spitzenberg-Helfenstein † (12 d'agost de 1184 - 6 de març de 1190 mort)
- Filippo de Svevia † (1190 - 1191 mort)
- Enric de Berg † (1192 - de juny de 1197 mort)
  - Goffredo de Hohenlohe † (1197 mort) (bisbe eletto)
- Corrado de Querfurt † (de juny de 1198 - 4 de desembre de 1202 mort)
- Enric de Katzburg † (de desembre de 1202 - 20 de juliol de 1207 mort)
- Ottone de Lobdeburg † (d'agost de 1207 - 5 de desembre de 1223 mort)
- Dietrich de Homburg † (14 de desembre de 1223 - 20 de febrer de 1225 mort)
- Ermanno de Lobdeburg † (27 de febrer de 1225 - 3 de març de 1254 mort)
- Iring de Reinstein-Homburg † (12 d'abril de 1254 - 22 de novembre de 1265 mort)
- Poppo de Trimberg † (25 de maig de 1268 - 19 de setembre de 1270 mort)
  - Bertoldo de Henneberg † (1271 - 1274 mort) (antibisbe)
- Bertoldo de Sternberg † (23 d'octubre de 1274 - 13 de novembre de 1287 mort)
- Mangoldo de Neuenburg † (de novembre de 1287 - 29 de juliol de 1303 mort)
- Andrea de Gundelfingen † (d'agost de 1303 - 14 de desembre de 1313 mort)
- Goffredo de Hohenlohe † (20 de juny de 1317[2] - 4 de setembre de 1322 mort)
  - Federico de Stolberg † (1313 - 1317) (antibisbe)
- Volframio de Grumbach † (26 d'agost de 1323 - 6 de juliol de 1333 mort)
- Ottone de Wolfskeel † (2 de desembre de 1333 - 23 d'agost de 1345 mort)
  - Ermanno Hummel de Lichtenberg † (30 de juliol de 1333 - 21 de març de 1335 mort) (antibisbe)
- Alberto de Hohenberg † (19 d'octubre de 1345 - 7 d'octubre de 1349 nomenat bisbe de Fresing)
- Alberto de Hohenlohe † (8 de febrer de 1350 - 27 de juny de 1372 mort)
- Gerardo de Schwarzburg † (6 d'octubre de 1372 - 9 de novembre de 1400 mort)
- Johann d'Egloffstein † (9 de maig de 1402 - 22 de novembre de 1411 mort)
- Johann de Brunn † (18 de març de 1412 - 9 de gener de 1440 mort)
- Sigismondo de Sassonia † (20 de gener de 1440 - 19 de novembre de 1443 deposat)
- Gottfried von Limpurg † (16 d'octubre de 1443 - 1 d'abril de 1455 mort)
- Johann von Grumbach † (16 de juny de 1455 - 11 d'abril de 1466 mort)
- Rudolf von Scherenberg † (20 de juny de 1466 - 29 d'abril de 1495 mort)
- Lorenz von Bibra † (10 de juliol de 1495 - 6 de febrer de 1519 mort)
- Konrad von Thüngen † (13 d'abril de 1519 - 16 de juny de 1540 mort)
- Konrad von Bibra † (27 d'agost de 1540 - 8 d'agost de 1544 mort)
- Melchior Zobel von Guttenberg † (27 d'octubre de 1544 - 14 d'abril de 1558 mort)
- Friedrich von Wirsberg † (4 de novembre de 1558 - 12 de novembre de 1573 mort)
- Julius Echter von Mespelbrunn † (4 de juny de 1574 - 13 de setembre de 1617 mort)
- Johann Gottfried von Aschhausen † (12 de febrer de 1618 - 29 de desembre de 1622 mort)[3]
- Philipp Adolf von Ehrenberg † (19 de març de 1624 - 16 de juliol de 1631 mort)
- Franz von Hatzfeld † (3 de gener de 1632 - 30 de juliol de 1642 mort)[4]
- Johann Philipp von Schönborn † (18 d'abril de 1644 - 23 d'agost de 1649 nomenat arqueibisbe de Magúncia)
  - Johann Philipp von Schönborn † (23 d'agost de 1649 - 12 de febrer de 1673 mort) (administrador apostòlic)
- Johann Hartmann von Rosenbach † (10 de setembre de 1674 - 19 d'abril de 1675 mort)
- Peter Philipp von Dernbach † (24 de febrer de 1676 - 22 d'abril de 1683 mort)
  - Konrad Wilhelm von Wernau † (31 de maig de 1683 - 5 de setembre de 1684 mort) (bisbe electe)
- Johann Gottfried von Guttenberg † (12 d'agost de 1686 - 14 de desembre de 1698 mort)
- Johann Philipp von Greiffenklau † (1 de juny de 1699 - 3 d'agost de 1719 mort)
- Johann Philipp Franz von Schönborn † (15 de desembre de 1719 - 18 d'agost de 1724 mort)
- Christoph Franz von Hutten † (20 de desembre de 1724 - 25 de març de 1729 mort)
- Friedrich Karl von Schönborn-Buchheim † (3 d'agost de 1729 - 25 de juliol de 1746 mort)[5]
- Anselm Franz von Ingelheim † (28 de novembre de 1746 - 26 de juliol de 1749 mort)
- Karl Philipp von Greiffenklau † (21 de juliol de 1749 - 25 de novembre de 1754 mort)
- Adam Friedrich von Seinsheim † (17 de març de 1755 - 23 de maig de 1757 nomenat arquebisbe de Bamberg)
  - Adam Friedrich von Seinsheim † (23 de maig de 1757 - 18 de febrer de 1779 mort) (administrador apostòlic)
  - Franz Ludwig von Erthal † (12 de juliol de 1779 - 14 de febrer de 1795 mort) (administrador apostòlic)[6]
- Georg Karl von Fechenbach † (1 de juny de 1795 - 9 d'abril de 1808 mort)[7]
  - Sede vacante (1808-1818)
- Adam Friedrich von Groß zu Trockau † (2 d'octubre de 1818 - 21 de març de 1840 mort)
- Georg Anton von Stahl † (13 de juliol de 1840 - 13 de juliol de 1870 mort)
- Johann Valentin von Reißmann † (6 de març de 1871 - 17 de novembre de 1875 mort)
  - Sede vacante (1875-1879)
- Franz Joseph von Stein † (28 de febrer de 1879 - 12 de febrer de 1898 nomenat arquebisbe de Munic i Freising)
- Ferdinand von Schlör † (24 de març de 1898 - 2 de juny de 1924 mort)
- Matthias Ehrenfried † (30 de setembre de 1924 - 29 de maig de 1948 mort)
- Julius August Döpfner † (11 d'agost de 1948 - 15 de gener de 1957 nomenat bisbe de Berlín)
- Josef Stangl † (27 de juny de 1957 - 8 de gener de 1979 renuncià)
- Paul-Werner Scheele (31 d'agost de 1979 - 14 de juliol de 2003 jubilat)
- Friedhelm Hofmann (25 de juny de 2004 - 18 de setembre de 2017 jubilat)
- Franz Jung, des del 16 de febrer de 2018

## Estadístiques
A finals del 2014, la diòcesi tenia 784.605 batejats sobre una població de 1.297.727 persones, equivalent al 60,5% del total.
| any  | població | població  | població | sacerdots | sacerdots       | sacerdots       | sacerdots             | diaques | religiosos | religiosos | parròquies |
| ---- | -------- | --------- | -------- | --------- | --------------- | --------------- | --------------------- | ------- | ---------- | ---------- | ---------- |
| any  | batejats | total     | %        | total     | clergat secular | clergat regular | batejats por sacerdot | diaques | homes      | dones      |            |
| 1950 | 872.649  | 1.485.618 | 58,7     | 1.136     | 846             | 290             | 768                   |         | 782        | 5.123      | 484        |
| 1970 | 975.638  | 1.621.426 | 60,2     | 1.119     | 817             | 302             | 871                   | 1       | 571        | 4.391      | 634        |
| 1980 | 943.562  | 1.280.969 | 73,7     | 990       | 708             | 282             | 953                   | 29      | 485        | 3.917      | 613        |
| 1990 | 913.514  | 1.208.000 | 75,6     | 844       | 611             | 233             | 1.082                 | 79      | 419        | 2.347      | 617        |
| 1999 | 898.824  | 1.327.786 | 67,7     | 799       | 602             | 197             | 1.124                 | 119     | 356        | 1.671      | 620        |
| 2000 | 896.783  | 1.330.864 | 67,4     | 796       | 573             | 223             | 1.126                 | 125     | 389        | 1.575      | 620        |
| 2001 | 890.838  | 1.333.803 | 66,8     | 755       | 572             | 183             | 1.179                 | 130     | 339        | 1.550      | 620        |
| 2002 | 886.233  | 1.338.077 | 66,2     | 745       | 556             | 189             | 1.189                 | 138     | 318        | 1.415      | 619        |
| 2003 | 880.887  | 1.342.262 | 65,6     | 746       | 546             | 200             | 1.180                 | 134     | 342        | 1.357      | 618        |
| 2004 | 873.676  | 1.344.404 | 65,0     | 758       | 550             | 208             | 1.152                 | 145     | 349        | 1.249      | 618        |
| 2010 | 826.504  | 1.334.000 | 62,0     | 547       | 477             | 70              | 1.510                 | 98      | 224        | 980        | 619        |
| 2014 | 784.605  | 1.297.727 | 60,5     | 645       | 482             | 163             | 1.216                 | 206     | 279        | 1.073      | 618        |